# 道の駅つど〜る・プラザ・さわら
道の駅つど〜る・プラザ・さわら（みちのえき つど〜るプラザさわら）は、北海道茅部郡森町砂原にある道の駅である。
2000年（平成12年）12月に開設された「やすらぎプラザ」は昼間は道の駅の利用者に休憩室として開放され、夜は地元住民向けの集会場となる兼用施設となっているため、催事の開催数が多くなっている。

## 主な施設
- 駐車場
  - 普通車：40台
  - 大型車：3台
  - 身障者用 : 1台
- トイレ（24時間利用可能）
  - 男：大 7器（3器）、小 12器（5器）
  - 女：12器（5器）
  - 身障者用：2器（1器）
- 公衆電話：1台
- 観光案内所
- 物産品販売コーナー
- 展望所

## 休館日
- 年末年始（12月30日午後 - 1月5日）

## アクセス
- 国道278号

## 周辺
- JR北海道 函館本線 渡島砂原駅
- 砂原温泉